# Петров, Олег Львович
Олег Львович Петров (29 мая 1968) — советский и российский футболист, защитник, полузащитник

## Биография
Воспитанник футбольной школы ФШМ Москва, первый тренер А. В. Блинков. В первенстве СССР выступал во второй и второй низших лигах за клубы СК ФШМ / СК ЭШВСМ (1985—1988), «Красная Пресня» / «Асмарал» Москва (1988—1991), «Асмарал» Кисловодск (1991), «Пресня» Москва (1991). В 1992 году сыграл 37 матчей в первенстве Украины в составе «Вереса» Ровно, из них 12 — в высшей лиге. В сезонах 1992/93 — 2001/02 играл за клуб низших немецких лиг «Анхальт» Дессау. В августе — сентябре 1995 сыграл 8 матчей за клуб первой российской лиги «Факел» Воронеж, забил один гол.